# Fulvaria
Fulvaria là một chi bướm đêm thuộc họ Geometridae.